# Frontière entre le Massachusetts et le Vermont

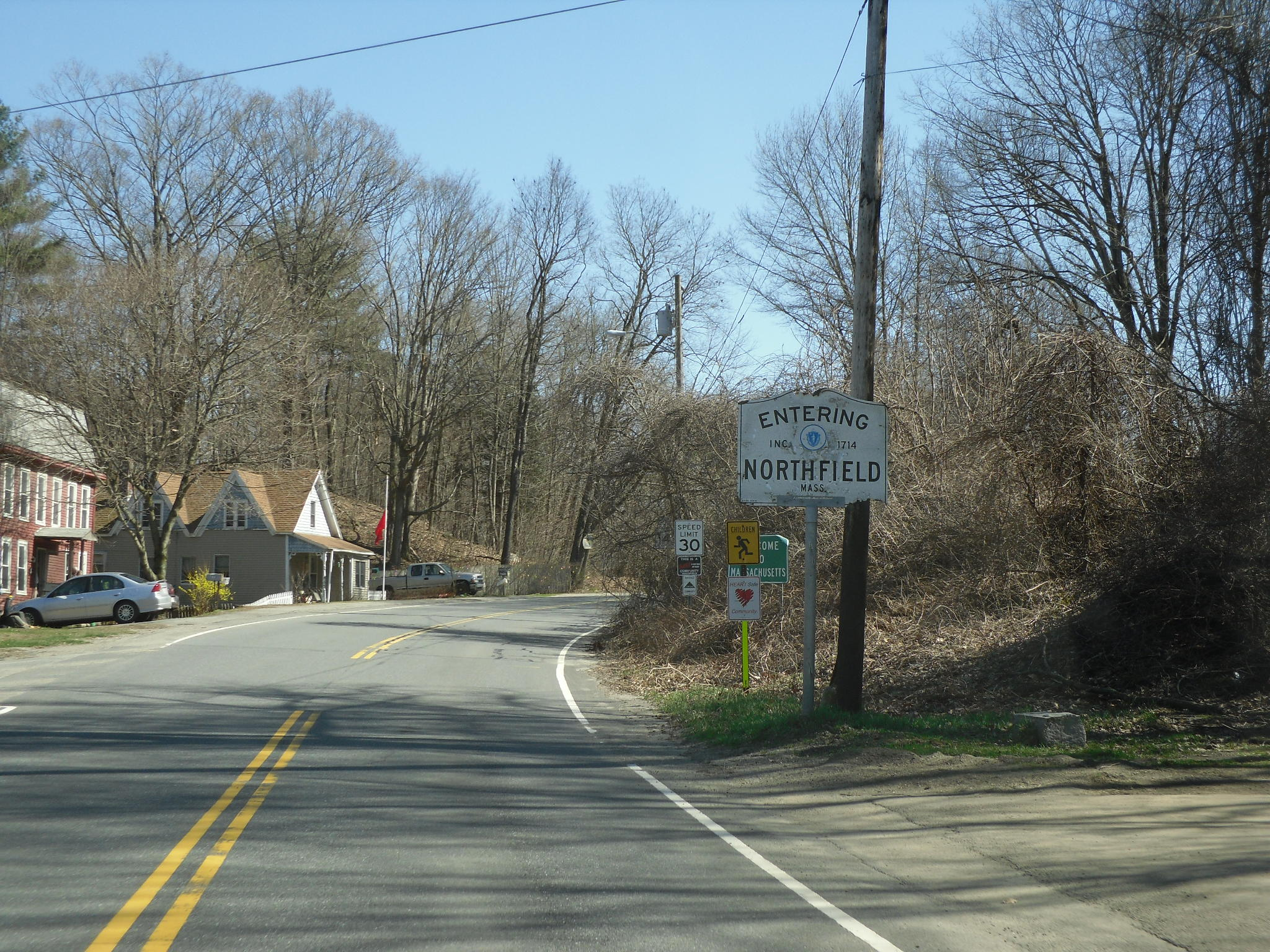
Entrée au Massachusets depuis le Vermont.

La frontière entre le Vermont et le Massachusetts est une frontière intérieure des États-Unis délimitant les territoires du Vermont à l'est et le Massachusetts à l'ouest.
Son tracé débute aux montagnes Taconic au sud-est de la ville de Petersburg, puis à partir de ce point, elle emprunte le parallèle 42° 43' nord jusqu'au fleuve Connecticut.

Celui-ci fut fixé définitivement en 1741, cinquante ans après le début d'une dispute frontalière (en) entre la province de la baie du Massachusetts et la province de New York dont l'actuel État du Vermont faisait partie.